# Войта-терапия
Во́йта-терапи́я — метод альтернативной медицины, разработанный в 1950[уточнить]—1970 годах чешским неврологом профессором Вацлавом Войтой.
Представляет собой физиотерапевтический метод лечения младенцев, детей и взрослых с патологиями моторных функций, вызванных нарушениями центральной нервной системы и опорно-двигательного аппарата.
У метода Войта, как и у других физиотерапевтических методов лечения неврологических нарушений, отсутствуют доказательства эффективности.

## Общее описание
Войта предложил свой метод исправления неврологических нарушений в 1974 году.
Войта-диагностика разработана, чтобы выявить функциональные патологии на ранней стадии развития младенца и своевременно провести коррекцию психофизических патологий новорождённых.
В основе Войта-терапии лежит так называемая рефлекторная локомоция: путём активации двигательных рефлексов, при соблюдении заданных исходных положений и точек раздражения Войта-терапия помогает людям с нарушениями моторных функций, вызванных разными обстоятельствами, восстановить естественные модели движения. Войта-терапия воздействует на уже существующие нервные связи на разных уровнях тела: от скелетной мускулатуры до внутренних органов, с простейшего управления центральной нервной системой, до более высоких мозговых структур. Терапия использует врождённые способности пациента, естественные движения тела.
У новорождённых ЦНС ещё очень хорошо поддаётся формированию и хотя некоторые нервные пути в мозге зачастую полностью блокированы, они остаются доступными. Ненормальные движения, возникающие из-за постоянного, но патологически изменённого выпрямления и передвижения, ещё не закреплены, что позволяет достичь максимального эффекта при терапии рефлексоэмоций.
Основная задача методики — формирование двигательных навыков, соответствующих возрасту ребёнка. Для этого используют рефлекс ползания и рефлекс поворота. Их основные феномены имеют влияние на управление телом в целом, его вертикализацию и возможность передвижения. Оба двигательных комплекса содержат элементарные компоненты передвижения: автоматическое управление равновесием при движении («постуральное управление»), выпрямление тела против силы тяжести и целенаправленные хватательные и шаговые движения конечностей («фазовая подвижность»). Благодаря терапевтически возможному выстраиванию функций осанки и поведения в ЦНС, улучшенный уровень движения может удерживаться часто в течение дня. Управление осанкой и движением, активизируемое в терапии, является одной из важнейших предпосылок для любой спонтанной коммуникации.
Войта-терапия может быть основной для выполнения требований в других терапиях, например, в специальной педагогике, логопедии, эрготерапии и других.
Метод был специально разработан для родителей. Родители, обученные войта-терапевтом, имеют возможность помочь своему ребёнку самостоятельно.

## Эффективность
Ныне войта-терапия относится к альтернативной медицине.
Клинических исследований, подтверждающих действенность той или иной физиотерапии при лечении неврологических заболеваний, к 2007 году всё ещё нет. В 1980-е годы в ходе научной проверки выявлено отсутствие клинического эффекта у войта-терапии и подобных методик, например, методике Бобата, которую называют альтернативой методу Войты.
Однако она применяется и поныне, чаще в модификациях Чейли (Chailey) или Хэра (Hare), объединяющих методики Войты и Бобата.